# Usama Faris
Usama Faris (* 25. September 1984 in Berlin) ist ein ehemaliger deutscher Footballspieler.

## Laufbahn
Der 1,80 Meter große Faris spielte zunächst Basketball. Er trug (teils noch während seiner Footballkarriere) unter anderem die Farben des MTSV Hohenwestedt, des Kieler TB, der BG Suchsdorf-Kronshagen und des TS Einfeld.
2006 besuchte er ein Spiel der Hamburg Sea Devils und kam auf diese Weise mit dem Footballsport in Berührung. Er begann im selben Jahr bei Kiel Baltic Hurricanes in der zweiten Liga mit Football und schaffte in seinem ersten Jahr mit der Mannschaft den Aufstieg in die GFL, die bundesweit höchste Spielklasse. 2008 und 2009 wurde Faris mit Kiel deutscher Vizemeister, 2010 folgte der Gewinn des Meistertitels, jeweils unter Trainer Kent Anderson. Er spielte bis zum Ende der Saison 2012 in Kiel. 2015 schloss sich der als Wide Receiver eingesetzte Faris den Berlin Rebels (ebenfalls GFL) an.
Im Basketball verstärkte er 2019/20 den TSV Kronshagen in der 2. Regionalliga.